# Colonia Benito Juárez, Puebla
Colonia Benito Juárez är en ort i Mexiko.   Den ligger i kommunen Soltepec och delstaten Puebla, i den sydöstra delen av landet, 140 km öster om huvudstaden Mexico City. Colonia Benito Juárez ligger 2 382 meter över havet och antalet invånare är 720.
Terrängen runt Colonia Benito Juárez är kuperad åt sydväst, men åt nordost är den platt. Runt Colonia Benito Juárez är det tätbefolkat, med 319 invånare per kvadratkilometer. Närmaste större samhälle är Acatzingo de Hidalgo, 19,2 km söder om Colonia Benito Juárez. Trakten runt Colonia Benito Juárez består till största delen av jordbruksmark.